# Ove Sprogøe Prisen
Ove Sprogøe Prisen er en dansk kulturpris, der gives til en person, der har ydet en usædvanlig præstation på teater, film eller tv. Prisen er opkaldt efter skuespilleren Ove Sprogøe, og midlerne bag prisen stammer fra forfatterhonorar for biografien Den fynske vulkan om Sprogøe, samt indtægterne fra mindeforestillinger arrangeret af Morten Grunwald og Nordisk Film efter Sprogøes død i 2004. Der uddeles et beløb på 50.000 kr en gang årligt på Ove Sprogøes fødselsdag 21. december.

## Modtagere af prisen
- 2006: Niels Ellegaard[2]
- 2007: Nicolaj Kopernikus[3]
- 2008: Lene Maria Christensen[4]
- 2009: Signe Egholm Olsen[5]
- 2010: Cecilie Stenspil[6][7]
- 2011: Nikolaj Lie Kaas[8][9]
- 2012: Pilou Asbæk[10]
- 2013: Mia Lyhne[11]
- 2014: Danica Curcic[12]
- 2015: Ulrich Thomsen[13]
- 2016: Johanne Louise Schmidt[14]
- 2017: Nikolaj Coster-Waldau[15]
- 2018: Katrine Greis-Rosenthal[16]
- 2019: Esben Smed[17]
- 2020: Mille Dinesen[18]
- 2021: Nicolai Jørgensen[19]
- 2022: Josephine Park[20]
- 2023: Jacob Lohmann[21]